# Solaro (famiglia)
(Anonimo, XIV secolo, tratto da Serafino Grassi, Storia della Città di Asti, Asti, 1894, vol. II, p. 234)
La famiglia Solaro, Solara o Solari, fu una delle più importanti stirpi aristocratiche astigiane del Medioevo. Appartenne al gruppo delle casane astigiane, che ampliarono il loro peso economico e politico in seguito al prestito della valuta e al commercio.
I Solari capitanarono il partito guelfo astigiano e governarono per circa cinquant'anni la città, per il loro ruolo politico e l'ingente patrimonio furono accostati ai Visconti, Torriani, Scaligeri e Medici anche se al contrario di queste casate non riuscirono a evolvere in una vera e propria signoria.

## Origini e storia

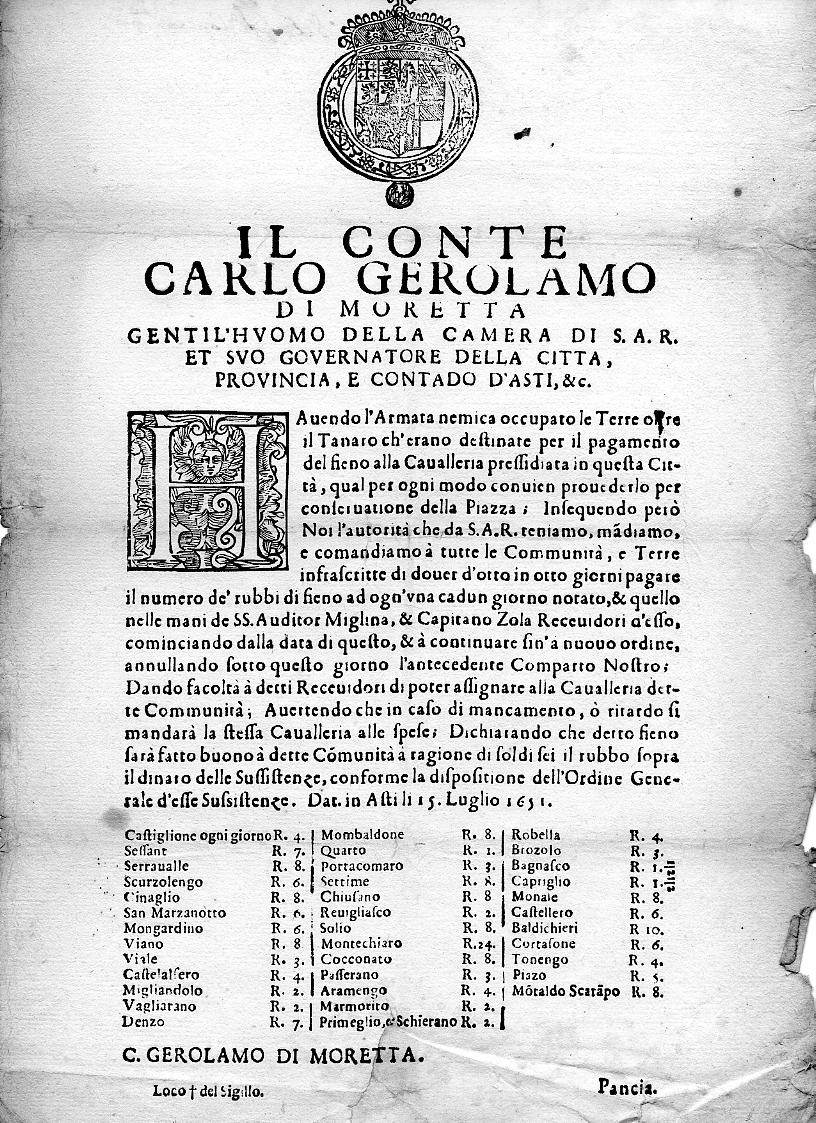
Editto del 1631 di Carlo Gerolamo della Moretta governatore di Asti

La famiglia era originaria di Govone che in epoca romana si chiamava Castrum Solarium (da qui l'origine del cognome). Nel 1165 Auracio figlio di Ruffino Solaro presenziò come teste in un atto tra il vescovo di Asti e l'abate dei Santi Apostoli.
Nel 1170 un Oberto Solaro d'Asti comparve in un documento ufficiale tra il conte Umberto di Savoia e le chiese di Oulx, Avigliana e Susa.
Nel 1199 Alberto Solaro fu uno dei capitani assieme a Manuel Alfieri, figlio di Tommaso Alfieri, della cavalleria astigiana alla quarta crociata. Tra il XII e XIII secolo, l'influenza della famiglia sulla città aumentò con la loro costante presenza come credendari, sapientes, rettori della Società dei Militi, ambasciatori: Manfredo Solaro nel 1202 divenne console, Bernardo, chiavaro (1206), Leone nel 1279 fu capitano delle milizie e Solaro Capra rettore della Società dei Militi (1252).
Molte furono anche le figure ecclesiastiche di spicco della famiglia: prima fra tutte san Brunone, vescovo di Segni nel 1086 oltre ad Uberto vescovo d'Ivrea nel 1322.
Nel 1228 la famiglia diventò vassalla del vescovo di Asti nei feudi di Govone e Priocca.
I Solari grazie anche ai profitti con il commercio ed il prestito di denaro, divennero proprietari sul territorio astigiano di ventiquattro castelli, tra i quali quello di Solero che da loro prese il toponimo. Successivamente in quelli di Macello
Oltre a questo erano signori di Dogliani, Moretta, Macello, Torre San Giorgio, Monasterolo, Govone, Borgo San Dalmazzo, La Chiusa, Montalto, Villanova Solaro, Cantogno, Casalgrasso, Val di Chiusa, Stupinigi, Caraglio, Ozegna, Breglio, Monale, Piea, Favria, Baldissero, Perosa Argentina, Tigliole.
Nel consiglio della città di Asti del 1270 i Solaro contavano 17 capi famiglia.
La loro influenza economica fece sì che alleati con i Mignano ed i Cazo, si misero a capo del partito guelfo astigiano e con l'aiuto della Società del Popolo e di Filippo d'Acaja, nel 1304 si impadronirono della città e la governarono per quasi mezzo secolo ininterrottamente.
La potenza della famiglia era da tale da potersi permettere a proprie spese un esercito personale di 500 fanti e 400 cavalieri.
In età moderna divennero architetti - ingegneri.
Nel 1312 i Solari misero la città di Asti sotto la protezione di Roberto d'Angiò e con lui la governarono fino al 1339, quando la fazione ghibellina dei De Castello alleata a Giovanni II di Monferrato e Luchino Visconti, penetrarono in città esiliando con bando perpetuo tutti i membri della famiglia Solari eccetto il ramo di Govone.
Alla morte di Luchino Visconti, Galeazzo Visconti, diventato signore di Asti revocò il bando permettendo ai Solari di rientrare in città, ma con la venuta nel 1356 di Giovanni di Monferrato in seguito all'atto di sudditanza dei ghibellini, i Solaro abbandonarono spontaneamente la città.
Questo portò alla ramificazione della famiglia in Piemonte ed oltralpe. Si formarono così il ramo di Monasterolo, Chieri, Moncucco, Ozegna, Mondovì (Conti della Margherita), Battifoglio, Dogliani, Favria, Borgo San Dalmazzo, Casalgrasso, Moretta , Conta in Lorena, Della Chiusa, di Oignon, di Bassiére, di Vitry, Macello e Villanova Solara oggi Villanova Solaro.
Maurizio Solaro, fu vescovo di Mondovì nel 1642 e Clemente Solaro della Margarita fu uomo politico nel XVIII secolo, divenne ministro plenipotenziario a Vienna ed in seguito ministro degli Esteri nel 1835.
Giuseppe Maria Solaro della Margherita, mantenne il ruolo di comandante dell'artiglieria a Torino, risultando uno dei più attivi difensori della città assediata nel 1706.
Ignazio Solaro fu ministro plenipotenziario e pose la sua firma nel trattato di Utrecht che riconosceva ai Savoia per la prima volta il titolo di Re del Regno di Sardegna.
Gli unici rami non estinti dei Solaro sono i Solaro del Borgo e Solaro di Monasterolo, discendenti di Antonio che ritornò dall'esilio in Francia ed acquistò i castelli di Stupinigi e di Moretta nel XIV secolo.
Tra i suoi discendenti Carlo Solaro, paggio di Carlo VIII, partecipò alla guerra di Napoli del 1494. Nominato commissario generale dell'esercito di Luigi XII, combatté a Villafranca catturando Prospero Colonna. Generale della flotta francese sconfisse Genova nel 1517.
Emanuele Solari Conte della Moretta fu governatore di Vercelli ed ambasciatore a Mantova ed in Francia, gran ciambellano di Savoia (1618) ed investito dell'ordine dell'Annunziata.
Carlo Gerolamo Solaro della Moretta, fu marchese di Borgo San Dalmazzo, signore di Moretta e Governatore di Asti, Ceva e del marchesato di Saluzzo nel XVII secolo.
Angelo Solaro di Moretta fu viceré di Sardegna tra il 1783 e il 1787.

## L'attività feneratizia
I Solari furono tra i primi Astigiani che svolsero l'attività del prestito del denaro. Già nel 1247 detenevano alcuni banchi in Piemonte, Genova e nella Franca Contea.
Erano proprietari di beni nell'area commerciale di Sestri.
In Francia aprirono banchi a Douai, Saint-Georges-d'Espéranche, Baume-les-Dames e in (Vallonia) a Tournai. Furono tra i più importanti creditori dei Savoia ed dal 1300 Leonardo Solaro ottenne il monopolio della casana di Torino per concessione di Filippo d'Acaja.

## Le abitazioni
Le case più antiche della famiglia erano nella zona di circa un ettaro denominata "Canneto dei Solaro", un'area delimitata a sud dall'attuale corso Alfieri, a nord da via Carducci fino alla confluenza con piazza Medici.
Il nome Canneto forse deriverebbe in antichità, da una zona incolta, bonificata e poi urbanizzata dai Solaro.
Questa contrada era fortificata, delimitata ai suoi confini dalle facciate delle abitazioni e da cortine in muratura che le collegavano tra loro. Nel 1303, in seguito alla vittoria dei ghibellini, il Canneto venne completamente distrutto, ma un anno dopo, con la riconquista guelfa della città, i Solari rientrarono in città e ricostruirono le case tra cui la Torre Solaro che Stefano Giuseppe Incisa nel Settecento descriveva come tra le più importanti della città e che è presente ancora oggi seppur abbassata.
Le altre abitazioni prospicienti il Canneto sorgevano tra il Rione San Secondo e Rione San Silvestro, ed un buon numero di abitazioni erano nei pressi della Chiesa di San Martino.

## Stemma
Secondo la regola che le armi più semplici sono anche le più antiche, lo stemma dei Solaro/Solari è possibile che abbia un'origine particolarmente remota, e differente riconducibile all'iconografia militare in modo da essere riconosciuto senza ombra di dubbio sui campi di battaglia.
In particolare il campo azzurro dello scudo e la banda oro rosso, è molto simile alle caratteristiche cromatiche delle altre famiglie guelfe astigiane come gli Asinari, Catena, Gardino,
Falletti.
Scudo: bandeggiato: tre pezzi scaccati a tre file d'oro e di rosso e tre pezzi d'azzurro
Cimiero: un liocorno, nascente.
Motto: Tel Fiert Qui Ne Tue Pas ("Chi ferisce non uccide")